# Фейд-Раута Харконнен
Фейд-Раута Харконнен (англ. Feyd-Rautha Harkonnen) — персонаж романа «Дюна» Фрэнка Герберта.
Фейд-Раута — сын Абулурда Харконнена и его жены Эммы, вырос на Гьеди Прайм. Получил титул на-барон Дома Харконнен. Префикс «на-» означает «номинированный» или «следующий в очереди». Таким образом, речь идёт об официальном преемнике барона.
Будучи младшим племянником Владимира Харконнена, Фейд-Раута был вторым в очереди наследников после своего жестокого и непопулярного брата Раббана. Барон Харконнен сделал Раббана наместником на Дюне для того чтобы жители, недовольные его правлением, приветствовали последующую замену на более спокойного Фейд-Рауту. Однако этот план провалился из-за возвращения Пола Атрейдеса. После восстания Пола Атрейдеса и гибели старого барона и Раббана Фейд-Раута в течение нескольких часов формально был носителем баронского титула. Был убит Полом на дуэли.